# Олесеюк, Евгений Викторович
Евгений Викторович Олесеюк (род. 31 марта 1926, Большая Камышинка, Саратовская губерния) — российский учёный, педагог, ректор Таганрогского (1961—1968) и Ростовского (1968—1978) педагогических институтов.

## Биография
Родился 31 марта 1926 года в селе Большая Камышенка Саратовской губернии (ныне — в Петровском районе Саратовской области) в крестьянской семье. С 1941 по 1946 год обучался в Саратовском авиационном техникуме. На саратовском заводе им. С. Орджоникидзе работал конструктором.
В 1950 году окончил Всесоюзный юридический заочный институт в Москве, после чего работал в Ростовском пединституте. В 1955 году окончил аспирантуру института при кафедре истории КПСС, в 1955—1961 годы преподавал в Ростовском университете. С 25 октября 1961 по 17 октября 1968 года — ректор ТГПИ. Способствовал открытию в 1963—1964 годы двух новых факультетов — музыкально-педагогического и иностранных языков, а также строительству корпусов физико-математического, музыкально-педагогического и факультета начальных классов.
В 1968—1978 годы — ректор Ростовского пединститута.

## Научная деятельность
Область научных исследований — государствоведение, проблемы истории государства и права, революционного творчества масс, а также проблемы истории просвещения и образования в России в XIX веке, проблемы реформы высшего и среднего образования. В 1956 году защитил кандидатскую диссертацию, в 1979 — докторскую. Автор около 100 научных работ.
- Олесеюк Е. В. Разработка экономической политики Коммунистической партии в трудах В. И. Ленина (1917—1921 гг.) : Автореф. дис. … д-ра ист. наук : (07.00.01). — М.: [б. и.], 1979. — 31 с.

## Награды
- орден «Знак Почёта»